# Demetri Martin
Demetri Evan Martin (görögül: Δημήτριος Ευάγγελος Μάρτιν, New York, 1973. május 25.) amerikai humorista, rendező, színész, rajzoló és zenész. A The Daily Show egyik közreműködője volt. A Medvetesók című rajzfilmsorozatban Jegesmedve hangját szolgáltatta.

## Élete
1973. május 25-én született New Yorkban, görög-amerikai családban. Anyja Lillian (1951-2019) volt, apja pedig Dean C. Martin görög ortodox pap (1948-1994). Szülei Spártából és Krétáról emigráltak. Toms Riverben (New Jersey) nőtt fel. Van egy testvére, Spyro, és egy nővére, Christene. Martin tinédzser korában családja beachwoodi étkezdéjében dolgozott. A Toms River High School North tanulójaként 1991-ben érettségizett.
1995-ben érettségizett a Yale Egyetemen történelemből. Ott tartózkodása alatt írt egy 224 szóból álló verset.
1997-ben kezdett stand-upolni. 2001-ben ért el áttörést, amikor szerepelt a Comedy Central Premium Blend című műsorában. Két évvel később, a 2003-as Edinburghi Fringe Fesztiválon megnyerte a Perrier-díjat az "If I..." című műsorával.
2005-ben csatlakozott a The Daily Show gárdájához. Jelenleg nem tagja a műsornak.

## Magánélete
2012-ben ment hozzá barátnőjéhez, Rachael Beame-hez. Van egy lányuk, Eve, és egy fiuk, Paul. Los Felizben élnek.

## Diszkográfia
- Invite Them Up (2005)
- These Are Jokes (2006)
- Demetri Martin. Person. (2007)
- Important Things with Demetri Martin (2009–2010)
- Standup Comedian. (2012)
- Live *at the time (2015)
- The Overthinker (2018)

## Könyvei
- This Is a Book, 2011. április, ISBN 978-0446539708.
- Point Your Face at This, 2013. március, ISBN 978-1455512058.
- If It's Not Funny It's Art, 2017. szeptember, ISBN 978-1538729045.

## További információ
- Hivatalos oldal
- Demetri Martin a PORT.hu-n (magyarul)
- Demetri Martin az Internetes Szinkronadatbázisban (magyarul)
- Demetri Martin az Internet Movie Database-ben (angolul)
- Demetri Martin a Rotten Tomatoeson (angolul)